# Dialecto tōkai–tōsan

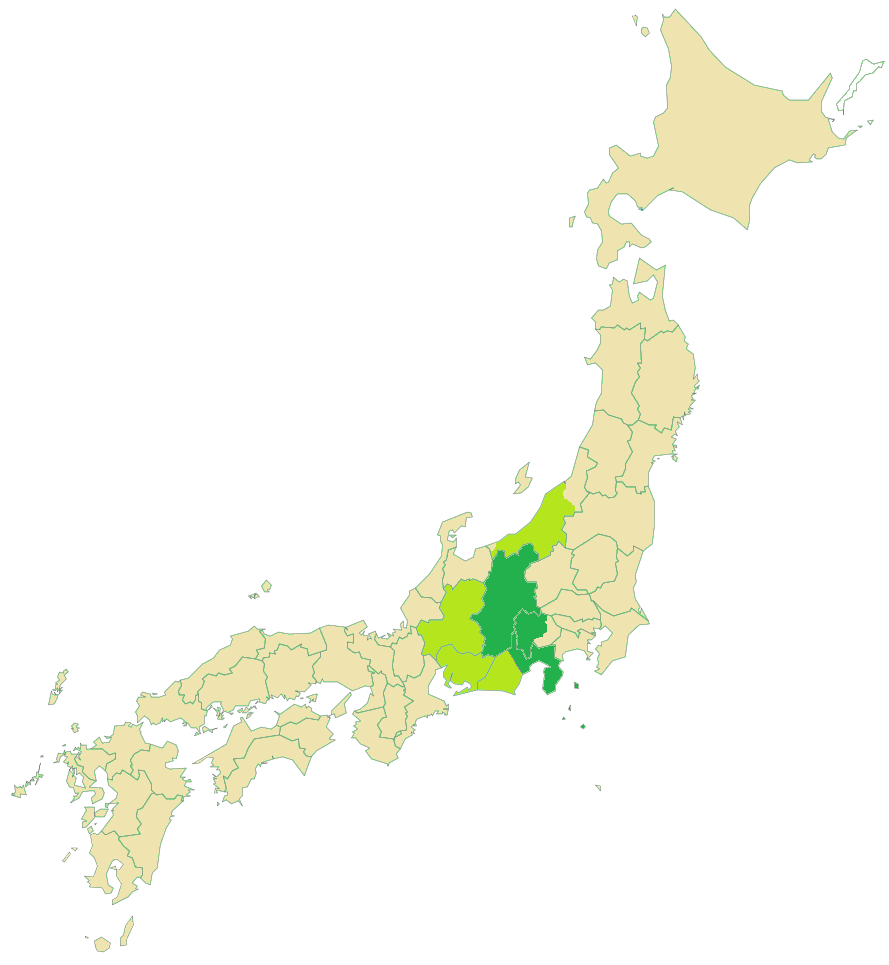
Tokai-Tosan dialects

Dialecto Tōkai–Tōsan (東海東山方言 Tōkai–Tōsan hōgen) es el grupo de dialectos del Japonés hablados en la parte oriental y sureña de la región Chūbu. 

## Diferencias con el Japonés Estándar
Este tiene un acento parecido al estándar, lo que puede diferir con el estándar es que puede recibir vocabulario del  Kansai- ben y el uso de ciertas partículas además del vocabulario. Este se divide en tres grupos: Gifu–Aichi, Echigo, y  Nagano–Yamanashi–Shizuoka.

## Grupo Nagano-Yamanashi-Shizuoka
- Prefectura Nagano
- Prefectura Shizuoka
- Prefectura Yamanashi

## Echigo
Hablado en la prefectura Niigata.
- Ciudad de Niigata
- Prefectura Niigata central, Nagaoka central
- Prefectura Niigata occidental,Jōetsu central
- Prefectura Niigata sureño

## Gifu - Aichi
- Prefectura Gifu sureña
- Prefectura Gifu norteña
- Prefectura Aichi occidental, aquí está el dialecto de Nagoya y de Chita
- Prefectura Aichi oriental
- Okazaki central
- Toyohashi central

## Dialectos Importantes
- Dialecto Nagaoka  (長岡弁 Nagaoka-ben): En este la cópula だ (Da) se reemplaza con ら(ra) y por eso だろう(Darou) se reemplaza con らろう (rarou), だよ (dayo) es reemplazado con だて (date) y なあ (naa) significa usted.

- Dialecto Mino  (美濃弁 Mino-ben): En este dialecto だよ(dayo) es reemplazado por やて(yate). Éste omite /ɴ/ en secuencias an'i y en'i, alargandolas. Por ejemplo: 全員(zen'in, todos) y 満員 (man'in, lleno de ...) se pronuncian zeein y maain respectivamente. El acento Mino tradicional es muy similar al acento de Tokio, aunque algunas áreas occidentales muestran cierta similitud al Dialecto Kansai en cuanto al ritmo.

- Dialecto Nagoya (名古屋弁 Nagoya-ben): Este es el más representativo de estos dialectos,es llamado por los Japoneses nyagoya-ben o hablado de gato porque usan mucho sonidos como: rya,nya,mya y similares, que son relacionados por los Japoneses con los gatos. Este tiene gramática del Japonés oriental (incluyendo el estándar) como del occidental (incluyendo el Dialecto Kansai).

- - En este dialecto el negativo mizenkei+nai es reemplazado por: mizenkei+ sen.
  - En este dialecto iru es reemplazado por oru.
  - La partícula  がや(gaya) se pone al final de la oración para indicar sorpresa. Ejemplo: ame ga furu gaya! (¡está lloviendo!).
  - El volitivo  es reemplazado por volitivo agregándole myaa. Ejemplo: ¡Vamos!:  行こう(ikou) > 行こみゃー (ikomyaa).

- Dialecto Mikawa (三河弁 Mikawa-ben) : Este usa ren'yokei + rin para dar una orden suave. Ejemplo: hayaku kirin! (¡ve rápido!).

## En la cultura popular
Al inicio de la película  vuestro nombre, el profesor le enseña a los estudiantes cuáles son las diferencias entre el Japonés estándar y el Japonés de la región  Tōkai-Tōsan.

## Vocabulario
- うでる (uderu): hervir
- どえりゃー(doeryaa):mucho, muy
- しょーし (shooshi): vergonzoso
- らすけ (rasuke): porque
- でーれー (deeree): mucho,muy
- げぼ (gebo): vómito